# Nove suite per clavicembalo

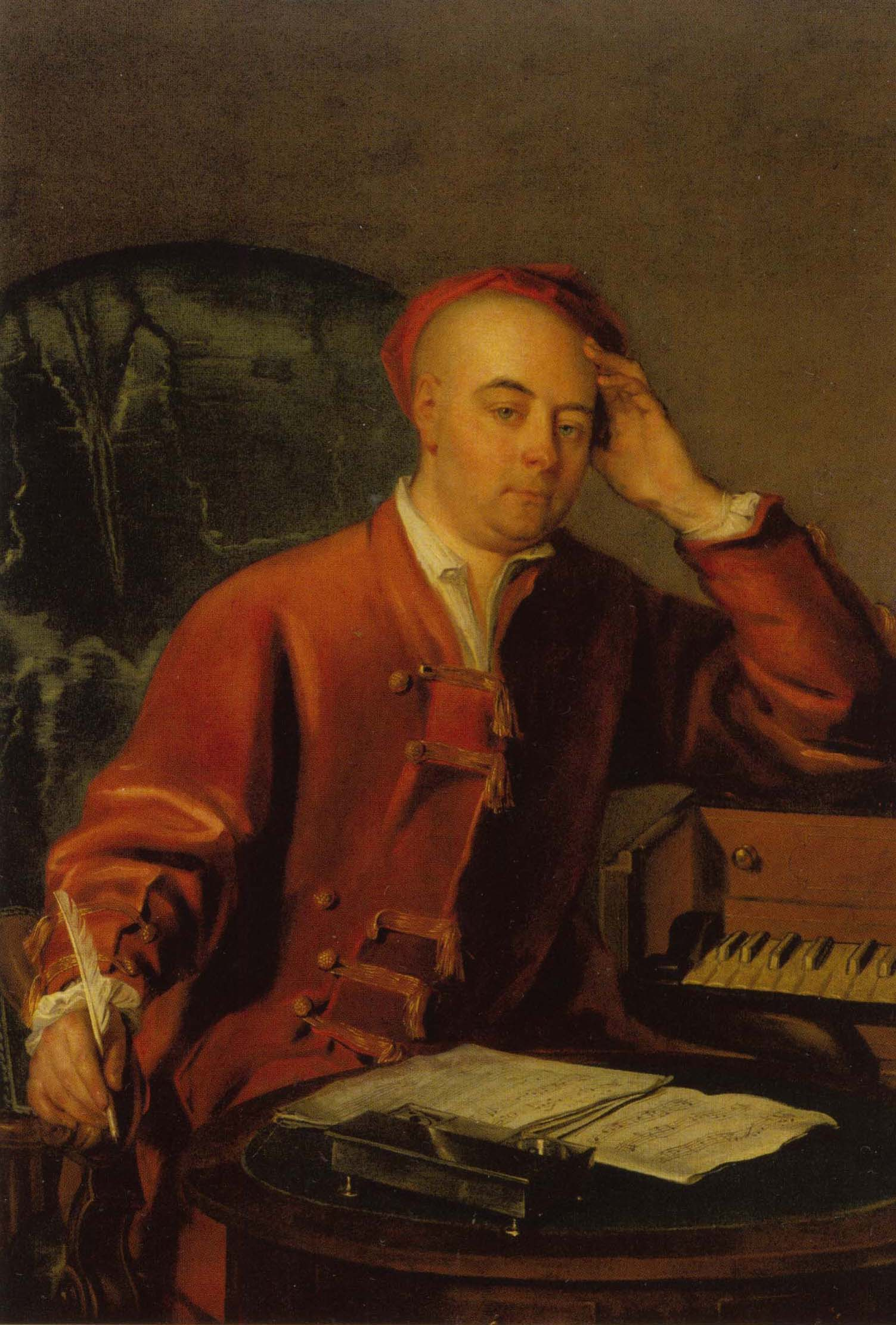
Georg Friedrich Händel.

Le nove suite per clavicembalo HWV 434-442 sono una raccolta di composizioni di Georg Friedrich Händel pubblicata nel 1733.

## Storia
La raccolta delle nove suite per clavicembalo di Händel, pubblicata a Londra nel 1733 dall'editore John Walsh, forse senza il consenso del compositore, segue una precedente raccolta, costituita da otto suite, data alle stampe sotto il diretto controllo di Händel nel 1720.
La prefazione originale indicava:
(Suite di pezzi per clavicembalo composti da G.F. Handel. Secondo volume. Londra. Stampati e venduti da John Walsh, stampatore musicale e costruttore di strumenti per Sua Maestà all'arpa e all'oboe presso Catherine Street in the Strand. Tutte le musiche strumentali e d'opera sono del suddetto autore.)
La raccolta comprende materiale usato per l'istruzione musicale delle principesse Amelia e Carolina di Hannover, figlie del re Giorgio II di Gran Bretagna. Alcuni brani, infatti, hanno la funzione di stimolare l'interprete nella tecnica dell'improvvisazione e nella ricerca degli abbellimenti. 

## Struttura
La raccolta è assolutamente eterogenea, con pezzi mediocri e pezzi degni di nota. Contrariamente all'uso dei suoi contemporanei e predecessori, che usavano pubblicare la musica in raccolte di sei o di dodici, l'opera di Händel consiste in nove suite. Anche l'ordine dei pezzi, in genere allemanda, corrente, sarabanda e giga, non è rigorosamente rispettato. La HWV 434 è la suite che si discosta maggiormente dallo schema classico, non comprendendo nessuno dei tradizionali movimenti previsti. I pezzi HWV 435 e 442, benché inseriti nella raccolta, non sono propriamente delle suite, ma sono due ciaccone, la prima con 21 variazioni e la seconda con ben 62.
La ciaccona HWV 442, o almeno parte di essa, è probabilmente la trascrizione di un'improvvisazione di Händel, mentre la parte del basso della medesima è costituito dal basso di Ruggiero, uno schema melodico-armonico su basso ostinato molto popolare in Europa fra la seconda metà del Cinquecento e la prima metà del Settecento:

## Le nove suite

### Suite num. 1 in si bemolle maggiore HWV 434
La prima suite è composta da quattro movimenti: preludio, sonata, aria con cinque variazioni e minuetto. Fra tutte, questa suite è quella che si discosta maggiormente dallo schema classico, non comprendendo nessuno dei tradizionali movimenti previsti. Il minuetto venne utilizzato dallo stesso Händel anche nella sonata per flauto HWV 375.

### Suite num. 2 (ciaccona) in sol maggiore HWV 435
Benché inserita nella raccolta, la HWV 435 non è una suite, bensì una ciaccona seguita da 21 variazioni.

### Suite num. 3 in re minore HWV 436
La terza suite è composta da cinque movimenti: allemanda, allegro, sarabanda, giga e minuetto. La sua brevità e semplicità fanno supporre che possa trattarsi di uno dei primi lavori di Händel.

### Suite num. 4 in re minore HWV 437
La quarta suite comprende quattro movimenti: allemanda, corrente e sarabanda con variazioni e giga. La sarabanda, nella trascrizione per orchestra d'archi, timpani e basso continuo compiuta da Leonard Rosenman, venne utilizzata nei film Barry Lyndon del 1975, Redacted del 2007, The Raid 2: Berandal del 2014 e nel film d'animazione Somalia94 - Il caso Ilaria Alpi del 2017.

### Suite num. 5 in mi minore HWV 438
Una delle più piccole, la quinta suite è composta da soli tre movimenti: allemanda, sarabanda e giga. Questa suite ha uno stile particolarmente introverso, con un primo movimento caratterizzato da un meditativo intreccio di linee melodiche. La sarabanda è composta da una linea ornata da abbellimenti, mentre la giga conclusiva è un brillante pezzo in sedicesimi a ritmo sincopato.

### Suite num. 6 in sol minore HWV 439
La sesta suite è costituita da tre movimenti: allemanda, corrente e giga.

### Suite num. 7 in si bemolle maggiore HWV 440
La settima suite è composta da quattro movimenti: allemanda, corrente, sarabanda e giga. Benché l'intero secondo libro delle suite sia stato pubblicato nel 1733, i singoli pezzi vennero sicuramente composti in tempi diversi. Infatti, alcuni sono più contrappuntistici, altri più virtuosistici e altri ancora più didattici. Nel caso di questa suite, il suo contrappunto è sostanzialmente minimale e gran parte della musica consiste in linee melodiche supportate da un accompagnamento molto semplice. Tuttavia, è impossibile stabilire se questo indichi che possa trattarsi di uno dei primi lavori di Händel oppure di un esercizio per studenti principianti. L'allemanda iniziale, segnata come Moderato, è un pezzo tranquillo costituito da una melodia sopra accordi arpeggiati. La corrente è seguita da una sarabanda, dove la linea melodica è sostenuta da un basso ostinato. La giga conclusiva, in Allegro, è un brano vivace in forma tradizionale.

### Suite num. 8 in sol maggiore HWV 441
L'ottava suite, una delle più imponenti, è composta da sette movimenti: allemanda, allegro, corrente, aria, minuetto, gavotta e giga. Molto vicina alle suite di Johann Sebastian Bach come proporzioni, la suite presenta però un contenuto tipicamente händeliano, con predominanza melodica e contrappunto imitativo minimo. L'allemanda iniziale consiste in una semplice melodia accompagnata. L'allegro è seguito da una corrente in Allegro vivace, anch'essa una melodia accompagnata. L'aria, indicata come Presto, presenta la melodia nella mano destra, mentre la sinistra esegue scale e accordi. Il minuetto, segnato con Vivace, inizia con un contrappunto imitativo fra le due mani, ma diventa poi un'altra melodia accompagnata. La gavotta, in Allegro, è un insieme di cinque variazioni. La giga conclusiva, contrassegnata come Presto, è composta secondo la forma tradizionale.

### Suite num. 9 (ciaccona) in sol maggiore HWV 442
Benché inserita nella raccolta, la HWV 442 non è una suite, bensì una ciaccona seguita da ben 62 variazioni. La ciaccona e le variazioni, o almeno alcune, sono probabilmente la trascrizione di un'improvvisazione di Händel, mentre la parte del basso della medesima deriva da Henry Purcell e fu utilizzata anche da Johann Sebastian Bach come basso delle Variazioni Goldberg BWV 988.